# Hidroelektrarna
Hídroelektrárna je elektrarna, ki izrablja moč vodnega padca za pridobivanje električne energije. Razpoložljiva moč je odvisna od vodnega padca in pretoka vode. Tako obstajajo hidroelektrarne z majhnim instaliranim pretokom (nekaj 10 m³/s), a velikim padcem (nekaj 100 m), kakor tudi elektrarne z velikim instaliranim pretokom (nekaj 1000 m³/s), a majhnim padcem.
Hidroelektrarne so lahko umeščene neposredno v rečni strugi ali pa v umetnem kanalu, ki dovaja vodo iz rečne struge. V primerih velikih padcev in manjših pretokov je voda do elektrarne pogosto speljana po podzemnem rovu. Voda se pretaka skozi prelivna polja, ki vsebujejo vodne turbine in jih je lahko pri posameznih hidroelektrarnah različno število.
Količina proizvedene energije oziroma trenutna moč elektrarne je odvisna od padca in pretoka vode. Ta je v rekah odvisen od naravnega dotoka. Kjer to dopušča oblika terena in naravovarstvene zahteve, lahko povečamo regulacijsko sposobnost elektrarne tako, da je njena moč manj odvisna od trenutnega dotoka: pred elektrarno ustvarimo akumulacijsko jezero. V njem se v času manjše potrošnje električne energije oziroma večjega naravnega dotoka zbira voda, ki jo lahko koristno uporabimo za proizvodnjo električne energije v času večje porabe oziroma manjših naravnih dotokov reke.

## Hidroenergija v svetu
Hidroelektrarne so trenutni največji proizvajalec obnovljive energije na svetu. Generirajo 16 % globalne elektrike (3 427 teravat-ur), drugi vir veter pa 2,5 % v letu 2010. Predvidevajo 3,1% rast proizvedene energije za naslednjih 25 let. Največji proizvajalec hidroenergije je Kitajska z 721 TWh, ki ima v gradnji veliko novih jezov, tako da se bo ta številka še povečala.
Brazilija in Norveška dobita čez 80 % porabe električne energije iz vodnih virov.
Največje hidroelektrarne na svetu so Jez Treh sotesk na Kitajskem z 22 500 MW, jez Itaipu na brazilsko-paragvajski meji s 14 000 MW in jez Guri v Venezueli z 10 235 MW. V primeru izgradnje novega jezu Inga na reki Kongo bi slednji imel precej večjo kapaciteto in sicer 39 000 MW, proizvedel bi 370 TWh.
Hidroenergija je eden izmed najcenejših virov elektrike, sicer precej odvisno od primera. Cena na kilovatno uro se giblje od 3 do 5 centov €.

## Tipi hidroelektrarn

### Pretočne hidroelektrarne
Delujejo na principu sorazmerno velikega toka in majhne natočne višine. Ponavadi se nahajajo na rečnih strugah ali kanalih.
Imajo majhen rezervoar ali pa ga sploh nimajo. Če je pretok vode večji, kot ga elektrarna potrebuje, mora preostali del vode neovirano obteči elektrarno.
Te hidroelektrarne (zaradi nizkega padca) uporabljajo Kaplanove turbine, ki so lahko z navpično gredo, ali pa cevne turbine.

### Bibavične hidroelektrarne
Za generiranje elektrike izkoriščajo princip plimovanja. Plimo in oseko se da točno predvideti, kar je ugodno za predvidevanje kapacitete. Na svetu je malo mest, kjer je plimovanje dovolj veliko za uspešno delovanje elektrarne. Prvič so ta sistem za generiranje moči uporabili v 19. stoletju. Prva elektrarna pa je bila zgrajena v Franciji, La Rance leta 1966.

### Akumulacijske hidroelektrarne
Te hidroelektrarne potrebujejo za svoje delovanje zbirni bazen ali dolinsko pregrado (jez), kjer se nabira padavinska voda.

### Črpalne akumulacijske hidroelektrarne
Posebno izvedbo hidroelektrarne predstavlja črpalna elektrarna, ki je poleg proizvodnje električne energije tudi sposobna s pomočjo električne energije iz omrežja črpati vodo v višje ležeče akumulacijsko jezero. V črpalni elektrarni v obdobjih nizke cene električne energije črpajo vodo iz nižje ležečega v višje ležeče akumulacijsko jezero, v obdobju visoke cene pa proizvajajo električno energijo z izkoriščanjem padca vode iz višje ležečega akumulacijskega jezera v nižje ležeče. Razlike v cenah električne energije na trgu so tolikšne, da se kljub nizkemu izkoristku (ČHE Avče dosega okoli 77% izkoristek) elektrarne v črpalnem režimu opisani postopek shranjevanja energije ekonomsko izplača.

### Glede na višino padca

#### Nizkotlačni postroji
Padec vode v teh hidroelektrarnah je manjši od 25 m. Tu se uporabljajo Kaplanove turbine.

#### Srednjetlačni postroji
Padec vode v teh hidroelektrarnah je med 25 in 100 m. Tu se uporabljajo Francisove turbine. Ta tip hidroelektrarn je najbolj pogost.

#### Visokotlačni postroji
Padec vode v teh hidroelektrarnah je večji od 100 m. V hidroelektrarnah, ki imajo padec vode med 100 in 400 m, se uporabljajo Francisove turbine, medtem ko se za padec vode, ki presega 400 m, uporabljajo Peltonove turbine.

## Delovanje elektrarne
Voda pritiska na lopatice turbine, ki se vrti in na ta način poganja električni generator, ki proizvaja električno energijo.
- Prečni prerez hidroelektrarne s Kaplanovo turbino
- Kaplanova turbina

Obstajajo trije tipi turbin:
- Kaplanova turbina (za pretočne elektrarne)
- Francisova turbina (najbolj pogosto uporabljena)
- Peltonova turbina (za velike dotočne višine)

## Velikost hidroelektrarn
- Velike:

Po navadi se kot velike hidroelektrane šteje elektrarne z močjo nekaj sto MW do čez nekaj GW. Na svetu so v uporabi tri hidroelektrarne z močjo nad 10 GW. Te elektrarne so hkrati tudi največje električne centrale na svetu z močjo, nekajkrat večjo od največjih nuklearnih reaktorjev.
- Majhne

Do velikosti 10 MW. Celotna kapaciteta na svetu je približno 85 000 MW, z več kot 70 % na Kitajskem, sledijo Japonska, ZDA in Indija.
- Mikro

Do 100 KW za manjše skupnosti, po navadi na odročnih krajih. V nekaterih primerih je zraven tudi fotovoltaika.
- Piko

Moč do 5 KW.

## Vplivi na okolje
Ta vrsta elektrarne proizvaja energijo, ki je obnovljiva, vendar ni ekološko neoporečna, saj pomembno vpliva in spreminja vodno floro in favno, kakor tudi naravno okolje. Izgradnja velikih hidroelektrarn je pogosto povezana z ustvarjanjem velikih umetnih akumulacijskih jezer, ki lahko potopijo velike površine zemlje ali celo vplivajo na lokalno mikroklimo. Nihanje vodne gladine lahko povzroča erozijo brežin reke ali jezera. Ob jezovih elektrarn se voda umiri. Iz nje se na dno usedajo usedline, ki jih je nekoč reka odnašala s seboj. Izgradnja jezov onemogoči naravne selitvene poti vodnih živali, čemur se ob izgradnji novih elektrarn poskušajo izogniti z izgradnjo vzporednih kanalov za prehod vodnih organizmov.